# Kombucha
El té kombucha o simplemente kombucha —también hongo manchú, hongo de té u hongo chino— es una bebida fermentada de sabor ácido obtenida a base de té endulzado fermentado por la acción de una colonia de aspecto gelatinoso compuesta por varios microorganismos.
Estos hongos y bacterias completan un proceso de fermentación compleja, empezando por desdoblar la sacarosa en glucosa y fructosa y transformándolos después en proporciones variables de alcohol etílico y ácido acético, que permanecen disueltos, y anhídrido carbónico que en parte queda también disuelto en el líquido. Durante este proceso la colonia crece formando en la superficie del líquido un cuerpo de aspecto gelatinoso. Para mantener la colonia viva se debe añadir infusión recién preparada o trasladarla a un nuevo recipiente con infusión azucarada fresca, de este modo la colonia puede durar muchos años. También es posible reproducirla dividiéndola y separándola en varios recipientes.
La composición de la colonia puede variar según la forma de preparación y el tiempo de la fermentación. La acidez y el alcohol limitan el crecimiento de otros microorganismos que podrían contaminar la bebida.

## Origen del nombre

### Japón
El nombre «kombucha» es japonés, ya que kombu (昆布) significa ‘alga’, y la terminación cha (茶) significa ‘té’, o sea ‘té de alga’, por su parecido a un alga.
En Japón, el nombre konbu cha (昆布茶) es el nombre de una sopa de alga kombu (laminaria) y no está relacionado con el hongo kombucha conocido en Occidente.
En Japón, la kombucha se llama kocha-kinoko (紅茶キノコ), u ‘hongo de té rojo’.

### Rusia
En Rusia se llama chajnyj grib (чайный гриб), literalmente ‘hongo del té’.

## Origen

### China

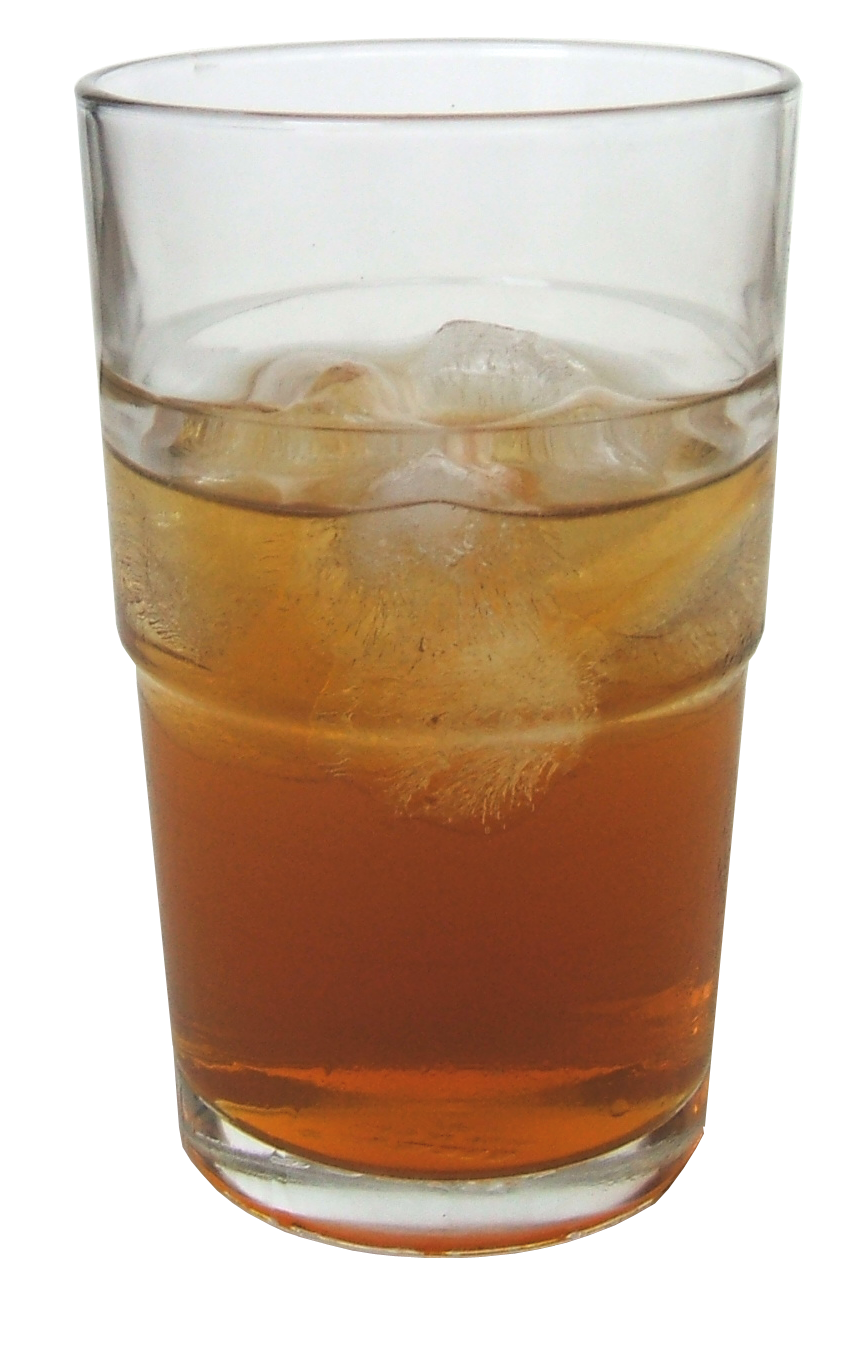
Un vaso de kombucha con hielo.

Algunos autores sugieren que el origen de este hongo podría ser chino.
En China existen escrituras que mencionan el hongo de té de los tiempos de dinastía Han, hacia el año 206 a. C.[cita requerida]
Algunos autores[cita requerida] mencionan que es un invento de un médico coreano.
Una leyenda dice que en el año 400 aproximadamente había un médico coreano[cita requerida] o chino llamado Kombu, que era tan famoso que en el año 415 el emperador japonés Inkio, mortalmente enfermo, lo llamó buscando su ayuda. El médico llegó a Japón con el «té de Kombu» y salvó la vida del emperador. Según esta versión, kombucha provendría del nombre del doctor Kombu.
Los chinos apreciaban al hongo por su propiedad de equilibrar el chi, la energía vital, y mejorar la digestión. Como a todas las cosas semejantes, los médicos chinos guardaban el hongo de la inmortalidad y longevidad en secreto, pero en vano, porque cualquier persona que tiene la bebida puede obtener el hongo solo dejando la bebida lista en reposo por varias semanas. En su superficie crecerá el nuevo hongo. De China el hongo de té posteriormente se extendería por otros países vecinos gracias a los manchúes y de esta manera se conoce en Rusia, Japón, Corea, India, etc.
Sin embargo, la kombucha no forma parte de la práctica médica china.
En China tiene varios nombres:
- jon-cha-chín (红茶菌), que literalmente significa ‘hongo de té rojo’:
  - jon (红): ‘rojo’
  - cha (茶): ‘té’
  - chin (菌): ‘hongo’.
- hong cha gu (红茶菇), donde gu (菇): ‘hongo’ o ‘seta’
- cha mei jun (茶霉菌), ‘hongo de té’, donde mei (霉): ‘moho’.

### Rusia
En 1835 la kombucha se menciona por primera vez en la literatura rusa, cuando el investigador ruso P. R. Stantzevich viajó a Irkutsk, y escribió acerca de los inmigrantes de China y Manchuria. Dijo que ellos tomaban el té no solo caliente sino también frío, preparándolo con una especie de hongo.
A comienzos del siglo XIX 
siglo XIX
la kombucha ya era muy popular en todo el Imperio ruso. Algunos médicos de esos tiempos dudaban de los supuestos beneficios de kombucha, entre ellos el alemán Stilmann, de la ciudad de Danzig, quien investigó el hongo y concluyó que existen tres tipos diferentes de kombucha: hongo de té, hongo de yogur y hongo del Tíbet (o arroz chino). Stilmann no terminó su trabajo debido a la falta de recursos, porque el Ministerio de Salud ruso no le prestó mayor atención.

### Exportación a Europa
En el comienzo de siglo XX tres científicos de Suiza ―Blumen, Porchet y Meyer― diferenciaron estos tres tipos de hongos concluyendo que no son hongos, sino zoogleas (masa de bacterias o algas inferiores aglutinadas por el mucílago de sus membranas hinchadas; γλοία [gloí(ā)] viene del griego y significa ‘cola’, ‘pegamento’). 
Pero solo el químico polaco Yuzef Bloshich fue el primero que describió los tres hongos como zoogleas de diferentes especies. En 1913 el micólogo alemán Lindau le puso el nombre Medusomices gisevi.
En los años noventa la kombucha se popularizó en la televisión española. En todo el mundo aparecieron asociaciones de personas que cultivaban la «madre» de la kombucha, con la que preparaban la bebida. Los medios televisivos atribuían a la bebida sorprendentes propiedades curativas, sin aportar pruebas.
Sin embargo, ha sido a inicios del siglo XXI, cuando de la mano de la filosofía healthy la bebida ha entrado con mayor fuerza en Europa, especialmente significativo es el caso de España que ha contado con el apoyo involuntario de la Casa Real.

## Composición de la microbiota del kombucha
La kombucha contiene una simbiosis de diferentes especies de levaduras y acetobacterias, 
Entre las bacterias destacan:
- Bacterium xylinum
- Gluconobacter oxidans
- ''Medusomyces gisevi.[1]

Las especies de levaduras que se ven involucradas en la fermentación pueden variar dependiendo de muchos factores, y entre ellas se incluyen:
- Candida stellata
- Schizosaccharomyces pombe
- Brettanomyces bruxellensis
- Torulaspora delbrueckii
- Saccharomyces ludwigii
- Saccharomyces cerevisiae
- Pichia fermentans
- Zygosaccharomyces bailii.[9]

El medio en el que se desarrolla es ácido (con un pH de tres), su acidez es similar a la de la sidra.
El crecimiento de las bacterias en este medio ácido permite que no se contamine con hongos, un pH de menos de 2.5 hace que la bebida sea demasiado ácida para su ingesta y consumo humano, mientras que un pH mayor de 4.6 incrementa el riesgo de contaminación de otras bacterias. El descenso del pH se produce durante la fermentación de la bebida.
La preparación de la kombucha requiere de ambientes higiénicos con el objeto de evitar su contaminación.
La fermentación de la bebida se suele producir durante un periodo aproximado de dos semanas a una temperatura óptima entre 23 °C y los 28 °C. Se puede saber la evolución de la fermentación mediante la medida de la acidez con un PH-metro. Tras esta fermentación suele almacenarse el recipiente en un entorno frío con el objeto de parar la fermentación por completo. Si no se hiciera así la fermentación continuaría y la bebida tendría un sabor en exceso ácido. A esta preparación se le suele denominar «vinagre de kombucha» y suele emplearse igual que el vinagre.
La preparación de vinagres mediante el empleo de kombuchas de fermentación larga (generalmente por encima de las dos semanas) hace que se tenga en cuenta en algunas preparaciones culinarias.

### Composición de la bebida

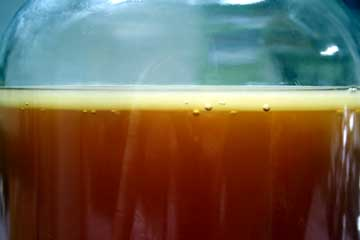
Hongo madre de la kombucha. Una vez cultivado, generalmente se presenta como un disco flotante sobre la bebida resultante, al tomar la forma del contenedor en que se prepara.

Al ser un producto fermentado que contiene tras el proceso de elaboración ácido glucónico (pentahidroxicaproico) es el producto de oxidación de la D-glucosa, y pequeñas cantidades de alcohol etílico (en una proporción inferior al 0.5%).
Se han detectado diversas composiciones de ácido glucurónico.
No obstante existen otros autores que niegan tal presencia, mostrando resultados donde no hay concentración alguna de tal ácido.
La fermentación láctica produce igualmente un conjunto de ácidos que son los responsables de descender el pH de la disolución, los ácidos presentes son: el ácido láctico, el tartárico, el málico y en menor cantidad cítrico (aparece a partir del tercer día de su fermentación).
Todos estos ácidos son los responsables de proporcionar el sabor ácido característico al kombucha. La bebida presenta igualmente cantidades de cafeína debido a la presencia del té negro en el que crece la colonia de bacterias.
El empleo de diversos tipos de té en su elaboración (como el verde o, menos frecuentemente, el rojo) hace que en algunos casos la composición de algunos compuestos cambie, tal es el caso de los polifenoles.
El contenido de minerales y vitaminas puede diferir y provenir del tipo de té empleado.
La bebida contiene la vitamina C, fermentos proteasa, amilasa, catalasa que ayudan a la digestión de azúcar y aceleran el metabolismo celular.

### Contaminación
Se ha descubierto en diversas pruebas de laboratorio que hay una serie de bacterias que pueden contaminar las muestras.
Entre ellas se encuentran la:
- Aeromonas hydrophila,
- Bacillus cereus,
- Campylobacter jejuni
- Enterobacter cloacae,
- Escherichia coli,
- Helicobacter pylori,
- Listeria monocytogenes,
- Pseudomonas aeruginosa,
- Salmonella enteritidis,
- Salmonella typhimurium,
- Shigella sonnei,
- Staphylococcus aureus,
- Staphylococcus epidermis,
- Yersinia enterolitica.[10]

La preservación del medio ácido en las fases de elaboración de la kombucha, es precisamente lo que más protege de la contaminación bacteriana. Las normas de elaboración exigen siempre la manipulación y almacenamiento de los recipientes en sitios limpios.
En algunos casos se han detectado contaminaciones del té durante su preparación, mediante detección del bacilo Bacillus anthracis (carbunco). Ciertos estudios han mostrado que entre los metabolitos de las levaduras tienen un cierto carácter bacteriostático que inhiben el crecimiento de células, tal es el caso de la bacteriocina encontrada en algunas elaboraciones de kombucha. Todos estos casos seguramente se deben a la primera fase de la preparación de kombucha, por lo tanto es mejor evitar tomarla durante los primeros días de fermentación, empezando su consumo solo cuando empieza a crecer la nueva película del hongo, lo que significa que el ambiente de su crecimiento está libre de microorganismos contaminantes. El hongo se autodescontamina gracias a sus propiedades antibióticas.

## Fermentación
En la elaboración del té kombucha casero se suele preparar de antemano una cierta cantidad de té negro, oolong o incluso té verde, pero el método más tradicional utiliza té rojo chino (que da origen a su nombre en idioma chino: jon cha chin, u ‘hongo de té rojo‘). Se le añade azúcar (sacarosa) en la proporción de 120 a 150 gramos de azúcar por litro de agua. Se deja enfriar a temperatura ambiente y tras ello se agrega el cultivo o scoby de kombucha (un hongo entero) o una parte. Por no ser un organismo sino una colonia, la kombucha se puede cortar o separar.
Si el té está demasiado caliente (por encima de los 35 °C) el hongo puede morir. Hay que filtrar el té con azúcar antes de agregar en un recipiente de vidrio (que es considerado como el recipiente ideal para su preparación),[cita requerida] o plástico, pues otro tipo de contenedores como los de cerámica pueden desprender plomo al ser el resultado ácido y reaccionar la mezcla desprendiendo plomo de algunos recubrimientos cerámicos.[cita requerida]
De la misma manera se suele evitar el uso de recipientes metálicos debido a que los ácidos producidos podrían atacarlos. El recipiente debe estar abierto, pero al mismo tiempo cubierto para evitar la contaminación. Se recomienda poner una tela limpia (o una servilleta) amarrada con una goma de caucho o cuerda para proteger al hongo de las moscas de fruta, las cuales pueden depositar sus huevos en el hongo. En la preparación casera se busca una fermentación continua en la que se añade té azucarado al mismo tiempo que se retira el kombucha (cuando adquiere un sabor a sidra). Tradicionalmente hay que lavar el hongo con agua antes de agregar al té, y en caso de oscurecimiento de la parte de abajo, separarlo y usar solo la capa de arriba.
La biomasa ―de tamaño visible, color anaranjado y consistencia gelatinosa― recibe diversos nombres, siendo el más popular «madre». Su existencia se debe a la capacidad que poseen las colonias de bacterias de adherirse entre ellas y formar una película. Esta masa es el soporte de las colonias bacterianas y va creciendo a medida que evoluciona la fermentación. En algunos casos suele secarse y con formas adecuadas de almacenamiento, ser empleada con posterioridad en la elaboración de otras cepas. En algunos países se ha establecido una comercialización de madres y algunos particulares han logrado ser reputados cultivadores de cepas de hongos. Esta práctica va en contra de la tradición: porque ―debido a su aparición en una taza de té olvidada―, los chinos creen que la kombucha es un don de los dioses al hombre, por lo tanto el hongo no debe ser vendido, sino que se debe compartir con los demás regalando una parte, lo que trae buena suerte.

## Consumo
El sabor final de la kombucha puede alterarse añadiendo otras bebidas al té fermentado obtenido. Puede añadirse un sirope de cerezas, zumo de limón, etc. 
El azúcar vertido a la mezcla tiene por objeto alimentar las bacterias encargadas de la fermentación, la concentración de azúcar va cambiando a medida que la fermentación progresa, y es por esta razón por la que se aconseja tras los diez primeros días probar el sabor que va dejando la bebida. Es adecuado que posea un balance entre ácido/dulce. 
Algunas personas toman la bebida tal cual sale de los recipientes fermentadores. Otras personas la diluyen con agua para disminuir los sabores propios del kombucha. 
Aunque lo más común es hacer una segunda fermentación en botella donde se añaden ingredientes para darle sabor a la kombucha, como frutas, especias y hierbas frescas.
Generalmente se consume helada, de forma similar a un té helado
Se desconocen los efectos tóxicos del té en grandes ingestas diarias.

## Uso como conservante alimentario
La fermentación genera algunos metabolitos bacterianos capaces de actuar como conservantes alimenticios naturales.Por otro lado, el proceso de fermentación de la Kombucha, hace que la bebida tenga un pH bajo (generalmente entre 2.5 y 3.5 ), es decir, tiene un acidez alta. Dicha acidez, evita el crecimiento de ciertos microorganismos dañinos.

## Controversia sobre sus beneficios y daños
La kombucha ha generado una amplia literatura sobre sus beneficios, su inocuidad y posibles daños. Así, existen estudios científicos en ambos sentidos, si bien siempre remarcando que la kombucha mal manipulada puede llegar a producir efectos dañinos en las personas. En la actualidad, la bebida está siendo comercializada en Europa siguiendo los parámetros de seguridad alimentaria e higiene marcados por la Unión Europea para alimentos de consumo humano. Sin embargo, en otros países esta bebida probiótica ha sido prohibida por las autoridades. Hay que tener en cuenta que las supuestas propiedades terapéuticas provienen de entornos controlados y que la manipulación de este sin las condiciones higiénico-sanitarias adecuadas puede producir graves daños en la salud.
Así, a la hora de considerar la ingesta de kombucha, se debe recopilar información de todas las fuentes posibles. No existe una cantidad considerable de estudios científicos, en especial de ensayos clínicos, que apoyen o rechacen los benéficos de la ingesta de esta bebida milenaria. Sin embargo este hecho, no es suficiente para desaconsejar su consumo y los presuntos casos de toxicidad presentados no han podido ser asociados directamente a los componentes de la bebida, sino a componentes terceros. Como con cualquier comestible, hay que tener mucho cuidado con su manipulación. La mayoría de las kombuchas son preparadas artesanalmente por un particular, por lo que la reacción de cada fermento es única y distinta según la temperatura, días, y estado de conservación en la que se ha preparado.

### Propiedades terapéuticas del té kombucha
El té kombucha se ha difundido fuera de su zona de origen acompañado con el mensaje de sus propiedades beneficiosas sobre la flora intestinal. Desde comienzos del siglo XX, se ha pretendido demostrar científicamente sus supuestos beneficios para la salud humana. Así, en 1952 el médico K. M. Dubovskiy, de Instituto de Epidemiología de Kazajistán extrajo del hongo la sustancia activa, la medusomicetina, que resultó tener propiedades antibióticas contra estafilococos, tifus, paratifus A y B, disenteritis y difteritia. En 1956 otro médico ruso, N. M. Ovchinnikov comprobó mediante ensayos con conejillos de indias que la kombucha retrasa el desarrollo de la tuberculosis. En el año 1964, el médico alemán R. Sklener investigó las propiedades medicinales del hongo y con éxito lo introdujo a la práctica medicinal.
La kombucha es un producto fermentado de la solución de té y azúcar utilizando el iniciador de bacterias Acetobacter y algunos tipos de levadura, que puede ayudar a la digestión, como antibiótico, antioxidante y antibacteriano. Dichos beneficios probióticos han sido demostrados en un estudio realizado para investigar las características y la actividad antioxidante de la kombucha en varios tipos de hojas que producen fenol durante la fermentación. El estudio de los profesores indonesios Nursyam Suhardini1 y Elok Zubaidah (Universidad de Brawijaya Malang) utiliza el método RAK. (Grupo aleatorio): un tratamiento de factor con 3 repeticiones (18 unidades). Se usaron hojas que contienen fenol como materia prima kombucha a saber: D1 = hoja de té (Camelia sinensis), D2 = hoja de betel verde (Pipper betle Linn), D3 = hoja de café (Coffea arabica L), D4 = Hoja de laurel (Eugenia polyantha), D5 = Hoja de guanábana (Annona muricata Linn), D6 = Hoja de guayaba (Psidium guajava L). Los datos obtenidos fueron analizados por diversidad de ANOVA. Cuando los datos son no hay interacción, pero en un factor de tratamiento son significativamente diferentes, luego realice diferentes pruebas de BNT Con un nivel de significación del 5%. Para la mejor selección de tratamientos utiliza los métodos de Zeleny. Beneficios que también ya habían sido demostrados por los profesores R. Jayabalan a , S. Marimuthu b , K. Swaminathan en su estudio Changes in content of organic acids and tea polyphenols during kombucha tea fermentation.
Por su parte, por los profesores Caili Fu, Fen Yan, Zeli Cao, Fanying Xen y Juan Lin demostraron en su estudio, publicado como Antioxidant activities of kombucha prepared from three different substrates and changes in content of probiotics during storage, sobre las mejores preparaciones y conservación de la Kombucha, las capacidades antioxidantes de esta bebida fermentada.
También se ha demostrado la aparición de ácido glucurónico: un fármaco desintoxicante humano que se puede encontrar en la kombucha tradicional. Y que aparece gracias a una nueva simbiosis diseñada a partir de levaduras aisladas y cepas bacterianas que pueden producir la kombucha con ácido glucurónico de alto nivel y evitar contaminantes microbianos inesperados. El aislamiento, la selección y la identificación han mostrado que la mejor relación de combinación inicial entre Dekkera bruxellensis KN89 y Gluconacetobacter intermedius KN89 es 4Y (levadura): 6A (ácido acético - bacterias) en número de células vivas por mililitro produjo 175.8 mg L-1 de ácido glucurónico en 7 días de fermentación (p <0,05). Este estudio también proporciona una comprensión básica sobre la cinética de fermentación de esta simbiosis para controlar y mejorar el producto final en el momento crítico (después de 54 horas de proceso). Los hallazgos de este estudio son relevantes para producir una kombucha enriquecida con ácido glucurónico de forma segura.

### Algunas excepciones acerca del consumo de kombucha
Se desaconseja tomar kombucha a las personas con enfermedad hepática o renal, a pacientes diabéticos y a personas con el sistema de inmunidad débil; ello debido a casos clínicos en los que se ha asociado estas enfermedades y el consumo de Kombucha. 
En Los Ángeles, el Dr. Brian Smith declaró que algunos de sus pacientes con VIH o con sida han tenido graves problemas gastrointestinales después de probar la kombucha. Otros dos pacientes que no tenían VIH, sufrieron infecciones fúngicas graves y persistentes después de ingerir kombucha.
La ADRAC Australian Adverse Drug Reactions (reacciones adversas a las drogas en Australia) sugiere que el té de kombucha puede ser tóxico, ya que hay informes de casos de hepatoxicidad, acidosis láctica, alteración en la función hepática, alteración en los glóbulos blancos y eritrosedimentación informados en diversos países; según el artículo «Kombucha tea», en el Australian Adverse Drug Reactions Bulletin, mayo de 1997.
Existen informes de hepatotoxicidad y acidosis láctica relacionados directa o indirectamente con la kombucha en Estados Unidos y en Australia. En un informe de Australia, una mujer presentó erupción cutánea, fiebre, escalofríos, náuseas y vómitos después de beber kombucha regularmente durante un mes. Las investigaciones revelaron anomalías en las pruebas de función hepática, glóbulos blancos y velocidad de sedimentación globular. La paciente se recuperó después de un tratamiento con esteroides. Otro informe se refería a una mujer de 35 años que desarrolló una hepatitis grave después de la ingestión prolongada de kombucha. Aunque se trata de casos aislados y no de estudios generalizados, existen publicaciones en la literatura médica de cuadros adversos o tóxicos por ingestión de kombucha.